# Уидон, Зак
За́кари А́дам (Зак) Уи́дон (англ. Zackary Adam "Zack" Whedon; род. 14 августа 1979) — американский сценарист и автор комиксов.

## Ранняя жизнь
Уидон происходит из семьи сценаристов: он сын сценариста Тома Уидона, внук сценариста Джона Уидона, и брат сценариста и музыканта Джеда Уидона и продюсера, режиссёра, сценариста Джосса Уидона.
В 2002 году он окончил Уэслианский университет со степенью в кинематографе, где он работал в качестве президента избирательного общества.

## Карьера
Его первая профессиональная работа на телевидении была работа производственного ассистента в сериале своего брата Джосса «Ангел».
Уидон присоединился к команде драматического вестерн-сериала канала HBO «Дедвуд», где он был помощником исполнительного продюсера Дэвида Милча для первого сезона в 2004 году. Сериал был создан Милчем и сфокусирован на растущем городе на Диком Западе. Уидон вернулся в помощники Милча для второго сезона в 2005 году. Он также стал сценаристом для третьего и финального сезона в 2006 году, когда он стал сценаристом эпизода «Amateur Night» с помощником сценариста Ником Тауном. Уидон и состав сценаристов были номинированы на премию Гильдии сценаристов США за лучший драматический сериал на церемонии 2007 года за их работу над третьим сезоном.
Наряду с братьями Джоссом и Джедом, он также является сосоздателем и сосценаристом пародийного мюзикла «Музыкальный блог Доктора Ужасного». Недавно, он работал над научно-фантастическим сериалом канала FOX «Грань» и драмой канала AMC «Рубикон».

## Фильмография

### Телевидение
Сценарист
| Год  | Название                          | Ориг. название                 | Сезон               | Название эпизода              | Эпизод              | Примечания                                                                   |
| ---- | --------------------------------- | ------------------------------ | ------------------- | ----------------------------- | ------------------- | ---------------------------------------------------------------------------- |
| 2015 | Остановись и гори                 | Halt and Catch Fire            | 2                   | «Extract and Defend», «Limbo» | 5, 8                |                                                                              |
| 2014 | Остановись и гори                 | Halt and Catch Fire            | 1                   | «Landfall», «The 214s»        | 6, 8                |                                                                              |
| 2013 | Саутленд                          | Southland                      | 5                   | «Off Duty», «Chaos»           | 5, 9                |                                                                              |
| 2009 | Грань                             | Fringe                         | 1                   | «Unleashed»                   | 16                  | вместе с Х. Р. Орси                                                          |
| 2009 | Грань                             | Fringe                         | 1                   | «The Transformation»          | 13                  | вместе с Х. Р. Орси                                                          |
| 2008 | Грань                             | Fringe                         | 1                   | «The Dreamscape»              | 9                   | вместе с Джулией Чо                                                          |
| 2008 | Комментарии! Мюзикл               | Комментарии! Мюзикл            | Комментарии! Мюзикл | Комментарии! Мюзикл           | Комментарии! Мюзикл | Интернет-фильм вместе с Мориссой Танчароен, Джедом Уидоном и Джоссом Уидоном |
| 2008 | Музыкальный блог Доктора Ужасного | Dr. Horrible’s Sing-Along Blog | 1                   | «Акт III»                     | 3                   | вместе с Мориссой Танчароен, Джедом Уидоном и Джоссом Уидоном                |
| 2007 | Джон из Цинциннати                | John from Cincinnati           | 1                   | «His Visit: Day Nine»         | 10                  |                                                                              |
| 2006 | Дедвуд                            | Deadwood                       | 3                   | «Amateur Night»               | 9                   |                                                                              |